# アンリ・アルカン
アンリ・アルカン（Henri Alekan,  1909年2月10日 - 2001年6月15日）は、フランスの撮影監督。パリ出身。

## 人物
フランス映画のみならず、ヨーロッパ各国の映画、『ローマの休日』などハリウッド映画の撮影も手がけた。テレンス・ヤングやヴィム・ヴェンダース監督作品、また、ラウル・ルイスやアモス・ギタイなどのドキュメンタリー映画の撮影を多く手がけ、三船敏郎や岸恵子とも仕事をした。
1983年、『鱒』(山形勲ら出演)で第8回セザール賞撮影賞を受賞、1988年には『ベルリン・天使の詩』で第23回全米映画批評家協会賞、第54回ニューヨーク映画批評家協会賞、第14回ロサンゼルス映画批評家協会賞の各撮影賞を受賞した。
2001年6月15日、白血病のため、92歳で死去。

## 主なフィルモグラフィー
- 鉄路の闘い La Battaille du Rail (1945)
- 美女と野獣 La Belle et la bête (1946)
- 海の牙 Les Maudits (1946)
- 濁流 Le diable souffle (1947)
- アンナ・カレニナ Anna Karenina (1948)
- 美しき小さな浜辺 Une si jolie petite plage (1949)
- 火の接吻 Les amants de Vérone (1949)
- 港のマリィ La Marie du port (1950)
- 愛人ジュリエット Juliette ou La clef des songes (1951)
- 拳銃を売る男 Stranger on the Prowl (1952)
- 禁断の木の実 Le Fruit defendu (1952)
- ローマの休日 Roman Holiday (1953)
- バルテルミーの大虐殺 La Reine Margot (1954)
- その顔をかせ Le port du désir (1955)
- フルフル Frou-Frou (1955)
- 悪の決算 Les Héros sont fatigués (1955)
- 忘れえぬ慕情 Typhon sur Nagasaki (1957)
- 医師 Le Cas du docteur Laurent (1957)
- カジノ・ド・パリ Casino de Paris (1957)
- 脱獄十二時間 Douze heures d'horloge (1959)
- ブラック・タイツ Black Tights (1960)
- ナポレオン/アウステルリッツの戦い Austerlitz (1960)
- クレーヴの奥方 La Princesse de Clèves (1961)
- パリジェンヌ Les parisiennes (1962)
- 真夜中へ五哩 Le couteau dans la plaie (1962)
- トプカピ Topkapi (1964)
- レディL Lady L (1965)
- 悪のシンフォニー Poppies Are Also Flowers (1966)
- トリプルクロス Triple Cross (1966)
- うたかたの恋 Mayerling (1968)
- クリスマス・ツリー L'arbre de Noël (1969)
- 風景の中の人物 Figures in a Landscape (1970)
- レッド・サン Soleil rouge (1971)
- ガンモール/おかしなギャングと可愛い女 La pupa del gangster (1975)
- 鱒 La Truite (1982)
- ことの次第 Der Stand der Dinge (1982)
- 囚われの美女 La Belle Captive (1983)
- エステル Esther (1986)
- ベルリン・天使の詩 Der Himmel über Berlin (1987)
- ベルリン・エルサレム Berlin-Yerushalaim (1989)
- ゴーレム、さまよえる魂 Golem, l'esprit de l'exil (1992)